# Ернст Хапел
Ернст Франц Херман Хапел (на немски: Ernst Franz Hermann Happel) е австрийски футболист и треньор, роден във Виена на 29 ноември 1925 г., починал в Инсбрук на 14 ноември 1992 г.
Хапел е считан за един от най-успешните треньори в историята на футбола и за най-успешния в историята на „Хамбургер“. Избран е за треньор на века в Австрия. На негово име е наречен най-големият стадион в страната. Международната федерация по футболна история и статистика го включва 100-те най-значими футболисти на ХХ век.

## Кариера

### Като футболист
Ернст Хапел започва да тренира футбол в детските формации на Рапид Виена. Още по време на войната, през 1942, стига до първия отбор, а скоро след края на войната се превръща в един от титулярите и любимец на публиката. Хапел играе като стопер. В периода 1954 – 1956 той се състезава за Расинг Париж, преди да се завърне в родния си клуб.
За националния отбор Хапел дебютира на 14 септември 1947 в мача срещу Унгария, който Австрия печели с 4:3. Хапел изграва общо 51 мача и вкарва пет гола. Участва на две световни първенства – през 1954 и 1958. Любопитна е случката от приятелски мач преди СП в Швейцария през 1954 в Инсбрук срещу местен сборен отбор. Австрия води с 14:0, когато топката попада в Хапел, който от скука отбелязва автогол от 20 метра. На полуфинала на световното, който Австрия губи от Германия с 1:6, той и вратарят Валтер Цеман не успяват да противодействат на заучените разигравания при стандартни положения на германците и дори са обвинени, че са продали мача. Двамата са обидени от тези обвинения и не участват в празненствата по случай спечелването на бронзовите медали и в продължение на три години бойкотират националния отбор.

### Като треньор
След като приключва активната си състезателна кариера през 1958, Хапел става помощник-треньор в Рапид.
От 1962 до 1969 е старши треньор на АДО Ден Хааг. Отборът бързо се превръща от кандидат за изпадане в претендент за титлата. Основен принос за това има стилът на игра, налаган от Хапел – тотален футбол и преса по целия терен. След това става треньор на Фейенорд, където и до днес е помнен като един от легендарните треньори на отбора. Два пъти става шампион на Холандия, печели купата, КЕШ (победа над Селтик на финала с 2:1), Междуконтиненталната купа (победа над Естудиантес с общ резултат 3:2). През 1973 напуска отбора в търсене на нови предизвикателства, заявявайки: „Толкова много неща изживяхме заедно, че трябва да напусна. След толкова много победи дисциплината се нарушава. Прекалено много се сприятелихме. Заедно страдаме и плачем, заедно се смеем и побеждаваме. Това обаче не трябва да продължава толкова дълго.“
След Ротердам Хапел отива в Севиля, където става треньор на Реал Бетис, който по това време играе във втора дивизия. Още през първия си сезон там той успява да ги изведе до първото място и печели промоция за Примера дивисион, а през следващата година малко не достига на отбора да се класира на място, даващо право на участие в турнира за Купата на УЕФА. През 1975 Хапел поема белгийския ФК Брюж и бързо го превръща в един от топотборите в Европа. Доказателство за това са трите титли от белгийското първенство, Купата на Белгия, финали за КЕШ (загубен от Ливърпул с 1:0) и за Купата на УЕФА (отново загуба от Ливърпул с общ резултат 4:3). Австриецът напуска отбора през 1978.
През лятото на 1978 г. Ернст Хапел е назначен да води Холандия на Световното първенство в Аржентина. В първата групова фаза Холандия среща съставите на Перу, Шотландия и Иран и не се представя по убедителен начин, след като се класира за следващата фаза за сметка на Шотландия благодарение на по-добрата си голова разлика. В следващата групова фаза обаче Холандия заема първото място след победи над Италия, родината си Австрия и равенство с настоящия световен шампион Германия. Така на финала един срещу друг се изправят Аржентина и Холандия. Домакините надделяват с 3:1.
След световното първенство Хапел се завръща в Белгия като треньор на КРК Харелбеке и Стандарт Лиеж. С втория отбор става вицешампион и носител на купата. През 1981 г. австриецът поема Хамбургер. Той се превръща в най-успешния треньор в историята на Хамбургер и също така най-дълго задържалият се на поста след създаването на Бундеслигата. За шест години (сезони 1981/1982 - 1986/1987) той прави отбора два пъти шампион (1982 и 1983) и 2 пъти вицешампион (1984 и 1987) на Германия и печели КЕШ (1983, победа над Ювентус с 1:0) и Купата на Германия (1987). Извежда отбора до финал за Купата на УЕФА (1982, загуба от ИФК Гьотеборг с общ резултат 4:0) и финал за Междуконтиненталната купа (1983, загуба от Гремио с 2:1).
След престоя си в Хамбургер Хапел се завръща в родината си и поема отбора на Сваровски Тирол, с който става двукратен шампион и носител на купата. През 1992 застава начело на националния отбор на Австрия. 11 месеца след това Хапел умира.

## Личността Хапел
Хапел, както самият той заявява, живее цял живот с футбола. Последната му титла (през 1990 като треньор на Сваровски) идва почти половин век след първата (през 1946 като футболист на Рапид). Няма друг австрийски футболист и/или треньор с такава голяма колекция от титли и купи. Успехите на Хапел обаче не са единствената причина той да бъде толкова популярен и обичан в страната си. Голяма заслуга за това имат и неговите характер и шеги. Помнят се неговите препирни на терена със съотборника си в Рапид и националния отбор, вратаря Валтер Цеман, с когото извън терена са големи приятели. Неведнъж се случва Хапел нарочно да пробва рефлексите на своя вратар и дори има няколко нарочно отбелязани автогола, които коментира с лафове от рода на „Радвай се, че не те уцелих по главата, иначе щях да те убия“. Като треньор на Сваровски играчът Ханзи Мюлер иска да разговаря с него за мястото си в отбора, а Хапел отвръща: „Ако искате да говорите е трябвало да станете продавач на прахосмукачки по домовете, на мен ми трябват футболисти.“ А по време на официалния прием при холандското кралско семейство след второто място на световното през 1978, когато кралица Юлиане закъснява да се появи, той пита: „Кога най-накрая ще дойде бабата? Кажете ѝ че нямам време, бързам да си ходя във Фелден.“

## Успехи

### Като футболист
- 1 x носител на Купа Центропа: 1951
- 6 x шампион на Австрия: 1946, 1948, 1951, 1952, 1954, 1957
- 5 x вицешампион на Австрия:
- 1 x носител на Купата на Австрия: 1946
- 1 x финалист за Купата на Австрия:
- Трето място на СП 1954
- Участие в СП 1958

### Като помощник-треньор
- 5 x шампион на Австрия: 1960
- 1 x носител на Купата на Австрия: 1961
- 1 х полуфинал за КЕШ: 1961

### Като треньор
- 1 x световен вицешампион: 1978 (с Нидерландия)
- 1 x носител на Междуконтиненталната купа: 1970 (с Фейенорд)
- 1 x финалист за Междуконтиненталната купа: 1983 (с Хамбургер)
- 2 x носител на КЕШ: 1970 (с Фейенорд), 1983 (с Хамбургер)
- 1 x финалист за КЕШ: 1978 (с ФК Брюж)
- 2 x финалист за Купата на УЕФА: 1976 (с ФК Брюж), 1982 (с Хамбургер)
- 2 x шампион на Германия: 1982, 1983 (с Хамбургер)
- 2 x вицешампион на Германия: 1984, 1987 (с Хамбургер)
- 1 x носител на Купата на Германия: 1987 (с Хамбургер)
- 2 x шампион на Нидерландия: 1969, 1971 (с Фейенорд)
- 3 x вицешампион на Нидерландия: 1970, 1972, 1973 (с Фейенорд)
- 2 x носител на Купата на Нидерландия: 1968 (с Ден Хааг), 1969 (с Фейенорд)
- 3 x Финалист за Купата на Нидерландия: 1963, 1964, 1966 (с Ден Хааг)
- 3 x шампион на Белгия: 1976, 1977, 1978 (с ФК Брюж)
- 1 x вицешампион на Белгия: 1980 (със Стандарт Лиеж)
- 2 x носител на Купата на Белгия: 1977 (с ФК Брюж), 1981 (със Стандарт Лиеж)
- 2 x шампион на Австрия: 1989, 1990 (със Сваровски Тирол)
- 1 x вицешампион на Австрия: 1991 (със Сваровски Тирол)
- 1 x носител на Купата на Австрия: 1989 (със Сваровски Тирол)
- 1 x финалист за Купата на Австрия: 1988 (със Сваровски Тирол)
- 2 x финалист за Суперкупата на Австрия: 1989, 1990 (със Сваровски Тирол)
- 1 х шампион на Сегунда дивисион: 1974 (с Реал Бетис)